# Otis Blackwell
Otis Blackwell (Brooklyn, 16 febbraio 1931 – Nashville, 6 maggio 2002) è stato un cantautore, pianista e compositore statunitense, famoso soprattutto come compositore di diversi brani rock and roll. È incluso nella Songwriters Hall of Fame e nella Rock and Roll Hall of Fame.

## Alcuni brani (musica)
- Fever - Little Willie John, reinterpretata da tantissimi altri artisti
- Great Balls of Fire - Jerry Lee Lewis
- Breathless - Jerry Lee Lewis
- Don't Be Cruel - Elvis Presley
- All Shook Up - Elvis Presley
- Return to Sender - Elvis Presley
- Handy Man - Jimmy Jones
- Hey Little Girl - Dee Clark

## Discografia parziale
- These Are My Songs (1977)
- Singin' the Blues